# Saturdays = Youth
Saturdays = Youth è il quinto album registrato in studio dal gruppo musicale francese M83, pubblicato l'11 aprile 2008. Prodotto da Ken Thomas, noto per le collaborazioni con David Bowie, Sigur Rós, The Sugarcubes, Cocteau Twins e Suede, in collaborazione con Ewan Pearson e lo stesso Anthony Gonzalez, l'album contiene quattro tracce pubblicate anche come singoli: Couleurs (uscito in anteprima nel febbraio 2008), Graveyard Girl, Kim & Jessie e We Own the Sky. Kim & Jessie è al numero 256 nella lista dei 500 migliori brani degli anni duemila di Pitchfork.

## Tracce
Testi e musiche di Anthony e Yann Gonzalez, eccetto dove indicato.
1. You, Appearing – 3:39 (Anthony Gonzalez)
2. Kim & Jessie – 5:23 (A. Gonzalez, Y. Gonzalez, Kibby)
3. Skin of the Night – 6:12 (A. Gonzalez, Kibby)
4. Graveyard Girl – 4:51
5. Couleurs – 8:34 (A. Gonzalez)
6. Up! – 4:27 (A. Gonzalez, Kibby)
7. We Own the Sky – 5:02
8. Highway of Endless Dreams – 4:35
9. Too Late – 5:00 (A. Gonzalez, Kibby)
10. Dark Moves of Love – 3:18
11. Midnight Souls Still Remain – 11:10 (A. Gonzalez)

Traccia bonus nell'edizione iTunes
1. Until the Night Is Over – 6:10 (A. Gonzalez, Nicolas Fromageau)

Tracce bonus nell'edizione giapponese
1. Graveyard Girl (Yuksek Remix) – 5:13
2. Kim & Jessie (datA Remix) (A. Gonzalez, Y. Gonzalez, Kibby)
3. We Own the Sky (Maps Remix) – 5:09